# Копыльский замок
Копы́льский замок (бел. Капыльскі замак) размещался в городе Копыль (Минская область, Белоруссия) в XIV—XVIII вв., вырос из детинца летописного Копыля, который, в свою очередь, занял место городища раннего железного века.

## История
В начале XVI века Копыль считался одним из «найважнейших княжеских замков с местом», то есть с городом. Замок был резиденцией собственников Копыля — княжеских родов Олельковичей и Радзивиллов, которые проживали в нём эпизодически. Постоянно в замке жил только их наместник.

## Описание
Занимал ледниковый мореный холм, который возвышается над поймой реки Каменка на 10—13 м. Склоны холма крутые, площадка практически ровная, эллипсовидной формы размером 45 м на 100 м. Сохранились остатки земляных укреплений — валы высотой до 3 м, насыпанные из песка и глины. От деревянных укреплений сохранились обгорелые остатки в насыпе вала. Замок защищал ров шириной 20 м и глубиной до 3 м. Во время опасности ров заполнялся водой из реки с помощью плотины. Застройка замка была деревянной.

## Археологические исследования
В 1996—1999 годах на территории замка проводились археологические раскопки, в ходе которых изучена площадь около 500 квадратных метров.